# دالي إف. رود
دالي إف. رود (بالإنجليزية: Dale F. Rudd)‏ هو مهندس أمريكي، ولد في 2 مارس 1935 في منيابولس في الولايات المتحدة، وتوفي في 2018.